# 趙佾
成王赵佾（1069年12月10日—1069年12月22日），宋朝宗室。
宋朝第六代皇帝宋神宗赵顼的长子，生母宋夫人，熙寧二年十一月二十四日出生，閏十一月初六日薨逝。元符三年三月，其十一弟端王赵佶即位为宋徽宗之后，追賜名长兄名赵佾，贈太師、尚書令，封成王。